# Erol Ceylan
Erol Ceylan (* 10. April 1972 in Hamburg) ist ein deutscher Boxpromoter.

## Leben
Ceylan betrieb als Jugendlicher die Kampfsportart Taekwondo. Er wuchs im Hamburger Stadtteil Wilhelmsburg auf, wo sein Vater Inhaber eines  Lebensmittelladens war. Er war Mitglied einer Jugendbande, einige seiner Mitstreiter rutschten ins Drogenmilieu ab, Ceylan hielt sich davon eigener Aussage nach fern: „Ich habe Drogen schon immer gehasst. Am meisten verachte ich die, die Drogen verkaufen und damit am Elend anderer verdienen“, sagte er 2017 gegenüber dem Hamburger Abendblatt. Seine spätere Ehefrau Alexandra habe ihn aus diesem schwierigen Umfeld herausgebracht.
Im Alter von 20 Jahren machte sich Ceylan selbständig, betrieb mit seinem Bruder eine Bäckerei, später baute er ein europaweit tätiges Fuhrunternehmen auf. 2006 war er Mitgründer des Unternehmens Toreador Drinks GmbH, mit dem er Getränke herstellte und vertrieb. Sein Betrieb brachte sich unter anderem bei Profiboxveranstaltungen und beim FC St. Pauli als Sponsor ein, Ceylan war rund zwei Jahre als Berater von Profifußballspielern tätig, über Oktay Urkal kam er mit dem Boxsport in Verbindung, 2009 gründete er den Boxstall EC Boxing (EC Boxpromotion GmbH & Co. KG). Hinzu kamen Immobiliengeschäfte.
Sein Boxstall nahm neben anderen Boxer wie Alexander Dimitrenko, Gökalp Özekler, Michael Wallisch, Alexander Alekseev, Adrian Granat, Odlanier Solis, Igor Mikhalkin, Christian Hammer, Mario Daser, Sefer Seferi, Karo Murat und Sebastian Formella unter Vertrag. Bis Dezember 2014 war Oktay Urkal Cheftrainer seines in Hamburg ansässigen Boxstalls, sein Nachfolger wurde Bülent Baser. Auch Jürgen Blin gehört zu den Trainern. Ceylan wurde vom Bund Deutscher Berufsboxer als Promoter des Jahres 2016 und 2017 ausgezeichnet. 2019 nahm er den Ukrainer Wiktor Wychryst und im Juni 2020 Manuel Charr unter Vertrag. Vom Fachmedium Boxen1 wurde Ceylan der Titel Promoter des Jahres 2020 verliehen.
Im Januar 2021 gab Ceylan die Trennung von zahlreichen Boxern bekannt, mit denen sein Boxstall zusammenarbeitete, um sich fortan auf einige wenige Sportlern zu begrenzen, die internationales Format besitzen. Er gab für diesen Schritt wirtschaftliche Gründe an, da sein Boxstall nicht über eine feste Zusammenarbeit mit einem Fernsehsender verfüge.